# Танагра Кабаниса
Танагра Кабаниса, или синепоясничная танагра (лат. Poecilostreptus cabanisi) — вид птиц из семейства танагровых (Thraupidae). Сине-зелёная с металлическим отливом и с белым животом птица. Птица питается семенами фикусовых деревьев. Танагра Кабаниса довольно социальная птица, она может набрать до 26 особей. Названа в честь Жан Луи Кабаниса.

## Распространение
Обитает в туманных широколиственных лесах гор Сьерра-Мадре на юго-востоке штата Чьяпас (там же выращивается 1/3 плантаций кофе) в Мексике и, вероятно, на юго-западе Гватемалы, где в 60-х годах XIX века близ Касальтенанго был добыт типовой экземпляр. В 1972-1977 гг. танагр Кабаниса наблюдали во влажном тропическом лесу северо-восточнее Мапастепека (Мексика) на высоте 1200-1500 м над уровнем моря.

## Охрана
Этому виду угрожает истребление, сокращается в численности. Пастбища для скота и плантации кофе и других культур существенно сократили площадь местообитаний этого вида, но по ущельям вдоль границ Мексики и Гватемалы ещё сохранились крупные массивы туманных лесов, где могут жить танагры. Участок леса площадью 10 тыс. га, где были встречены эти птицы в 1972-1977 гг., объявлен резерватом Института естествознания штата Чьяпас.